# Vindula superflua
Vindula superflua är en fjärilsart som beskrevs av Embrik Strand 1916. Vindula superflua ingår i släktet Vindula och familjen praktfjärilar. Inga underarter finns listade i Catalogue of Life.